# IC 368
IC 368 ist eine linsenförmige Galaxie vom Hubble-Typ SAB0 im Sternbild Eridanus am Südsternhimmel. Sie ist schätzungsweise 274 Millionen Lichtjahre von der Milchstraße entfernt und hat einen Durchmesser von etwa 75.000 Lj.

Im selben Himmelsareal befindet sich die Galaxie IC 369.
Das Objekt wurde am 15. Oktober 1891 vom französischen Astronomen Stéphane Javelle entdeckt.